# Cattleya elegans
Cattleya elegans är en orkidéart som beskrevs av Charles Morren. Cattleya elegans ingår i släktet Cattleya och familjen orkidéer. Inga underarter finns listade i Catalogue of Life.

## Bildgalleri

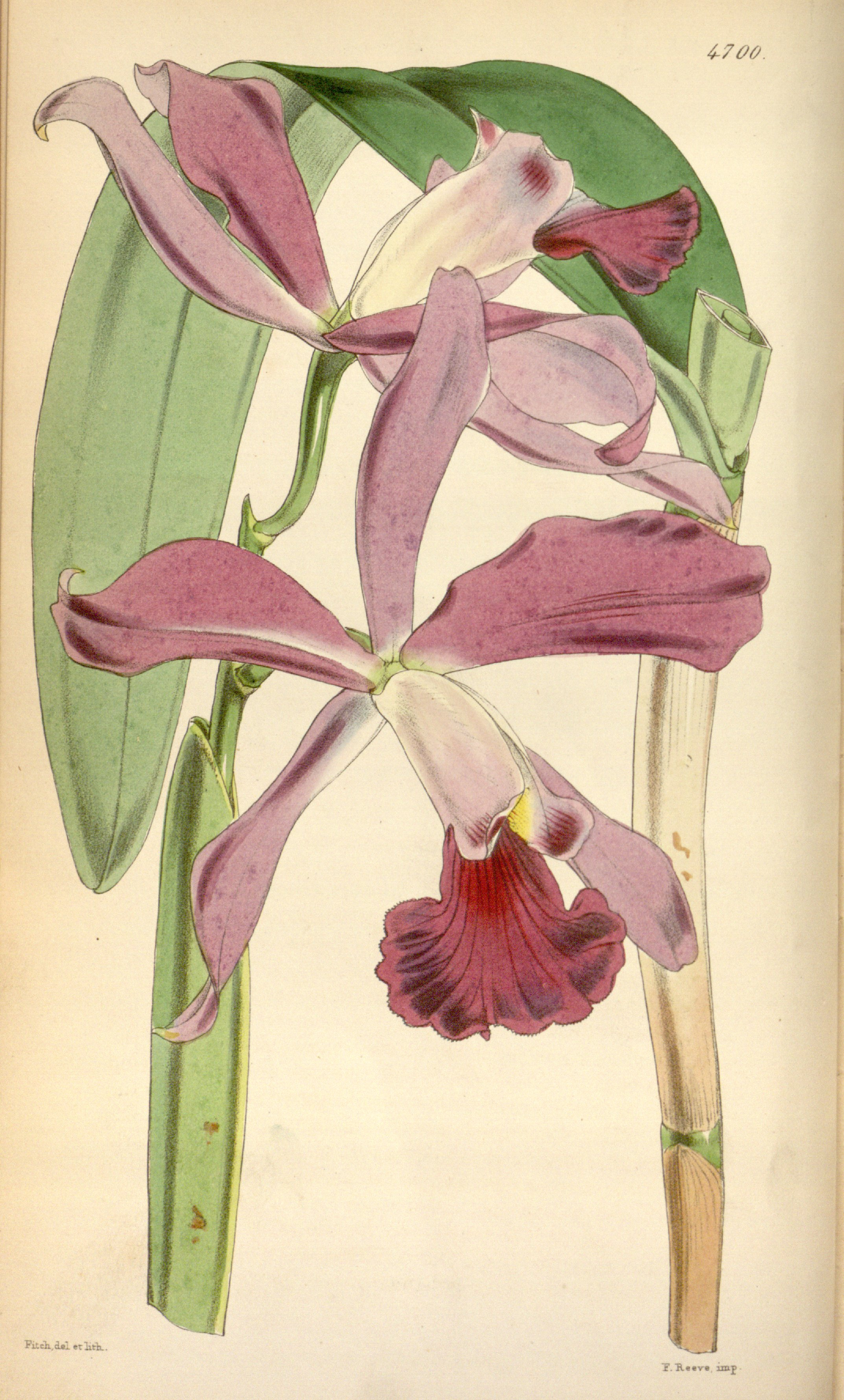
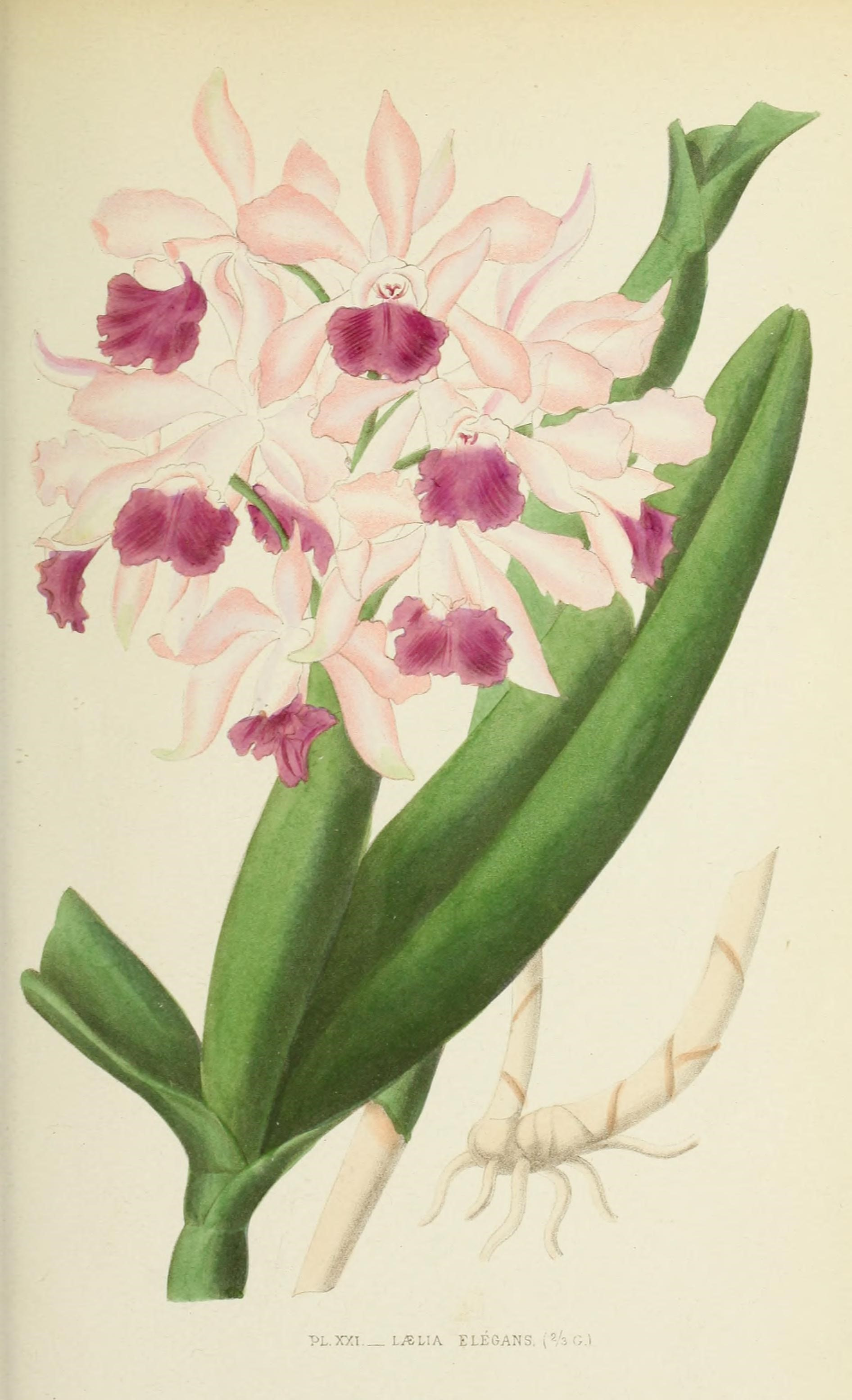
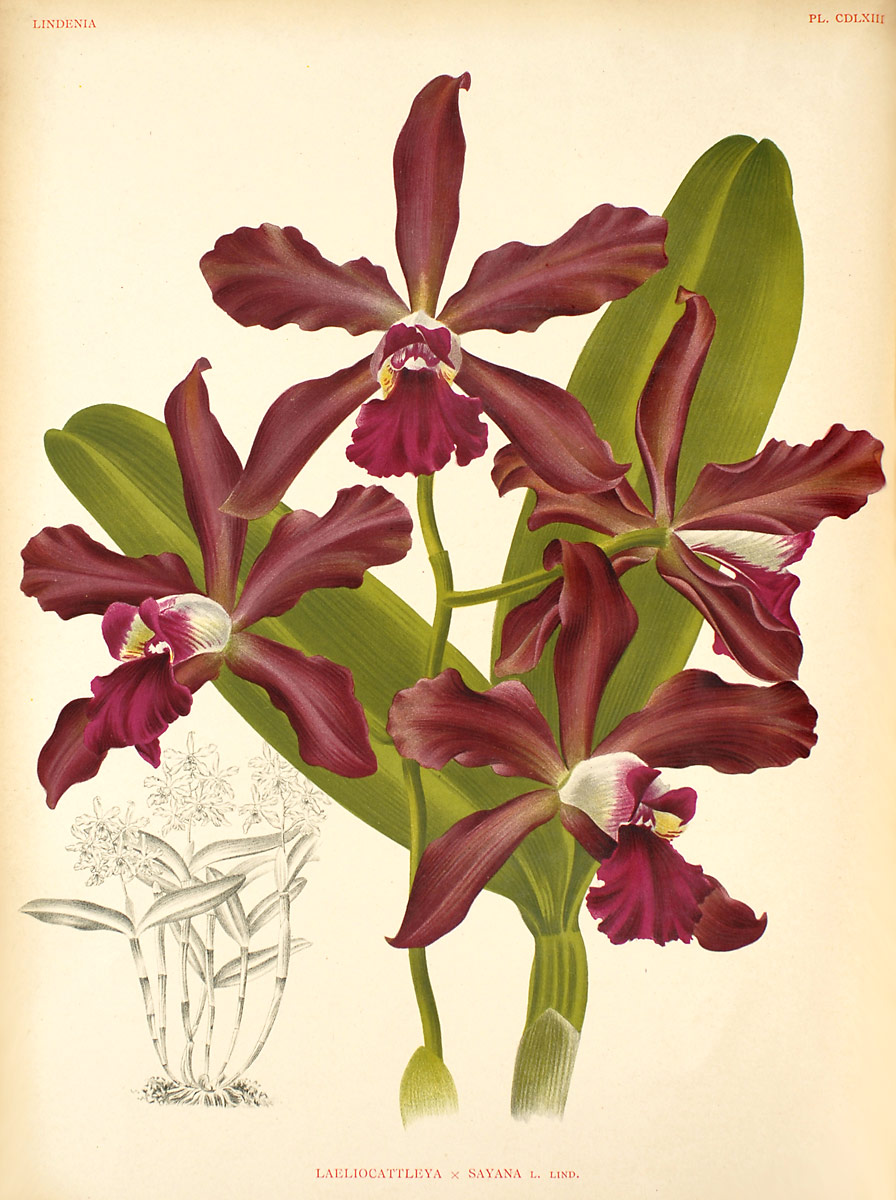
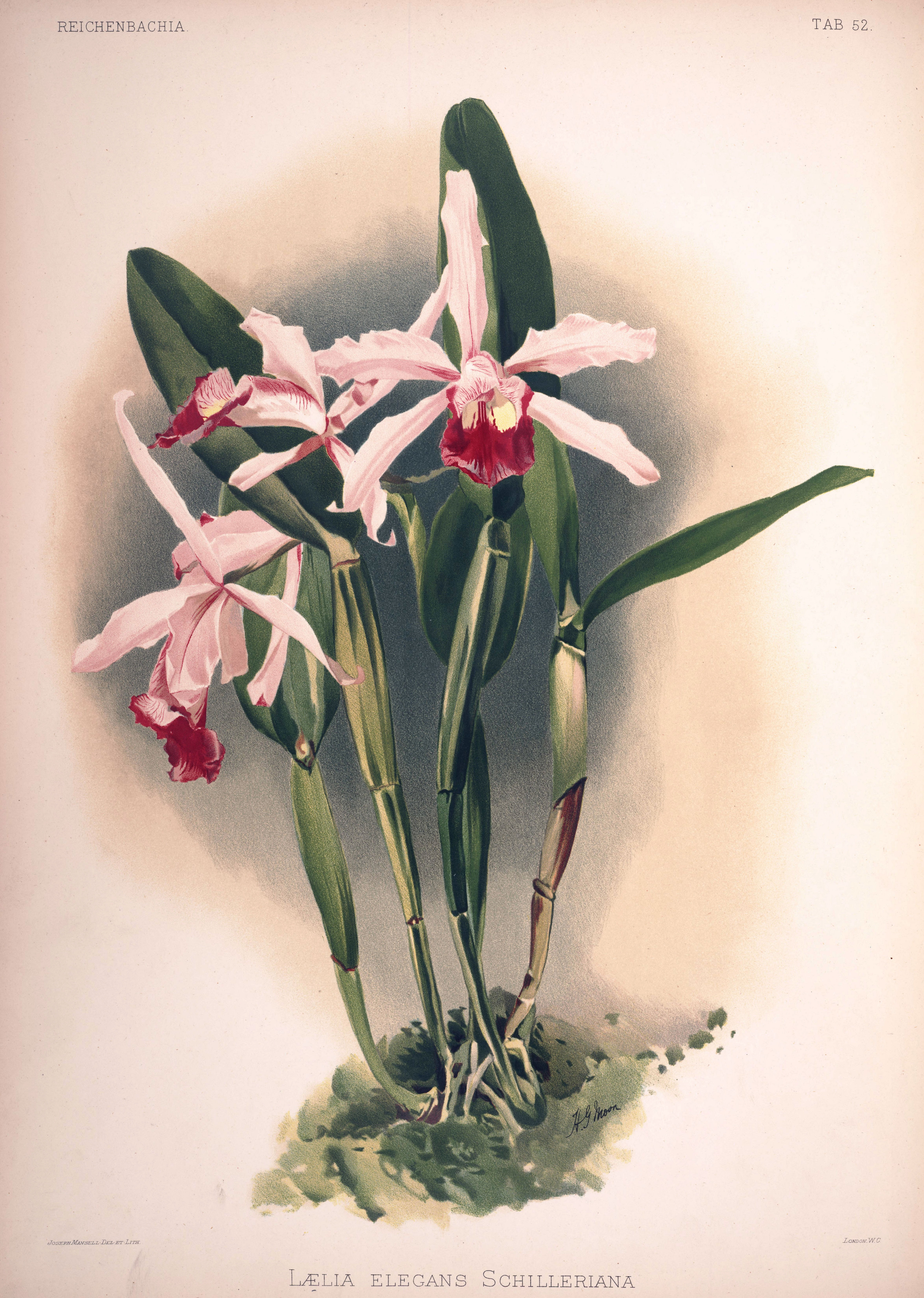